# 龍照院
龍照院（りゅうしょういん）は、愛知県海部郡蟹江町にある真言宗智山派の寺院。本尊は十一面観音菩薩。例祭として須成祭を行う冨吉建速神社・八剱社に隣接している。JR関西本線蟹江駅から徒歩約15分。

## 歴史

### 中世以前
『尾張誌』（1846年完成）によると天平5年（733年）に行基が創建したという。
その後鎌倉時代の寿永元年（1182年）、木曽義仲が七堂伽藍と十八坊を建立し、その中央に蟹江山常楽寺を置いたとされ、常楽寺には本尊として十一面観音菩薩を安置し、栂尾（とがのお）の明恵上人を中興開山としたという。ただし、以上の創建、再建、中興開山に係る記述の真偽については諸説ある。当時の常楽寺境内は24町歩（7万2000坪）、寺領は76町歩（30万坪）もあったが、天正12年（1583年）に羽柴軍と織田・徳川軍が戦った蟹江城合戦の際には、龍照院と鎮守（冨吉建速神社・八剱社）を残し、兵火のために灰燼に帰した。

### 近世・近代

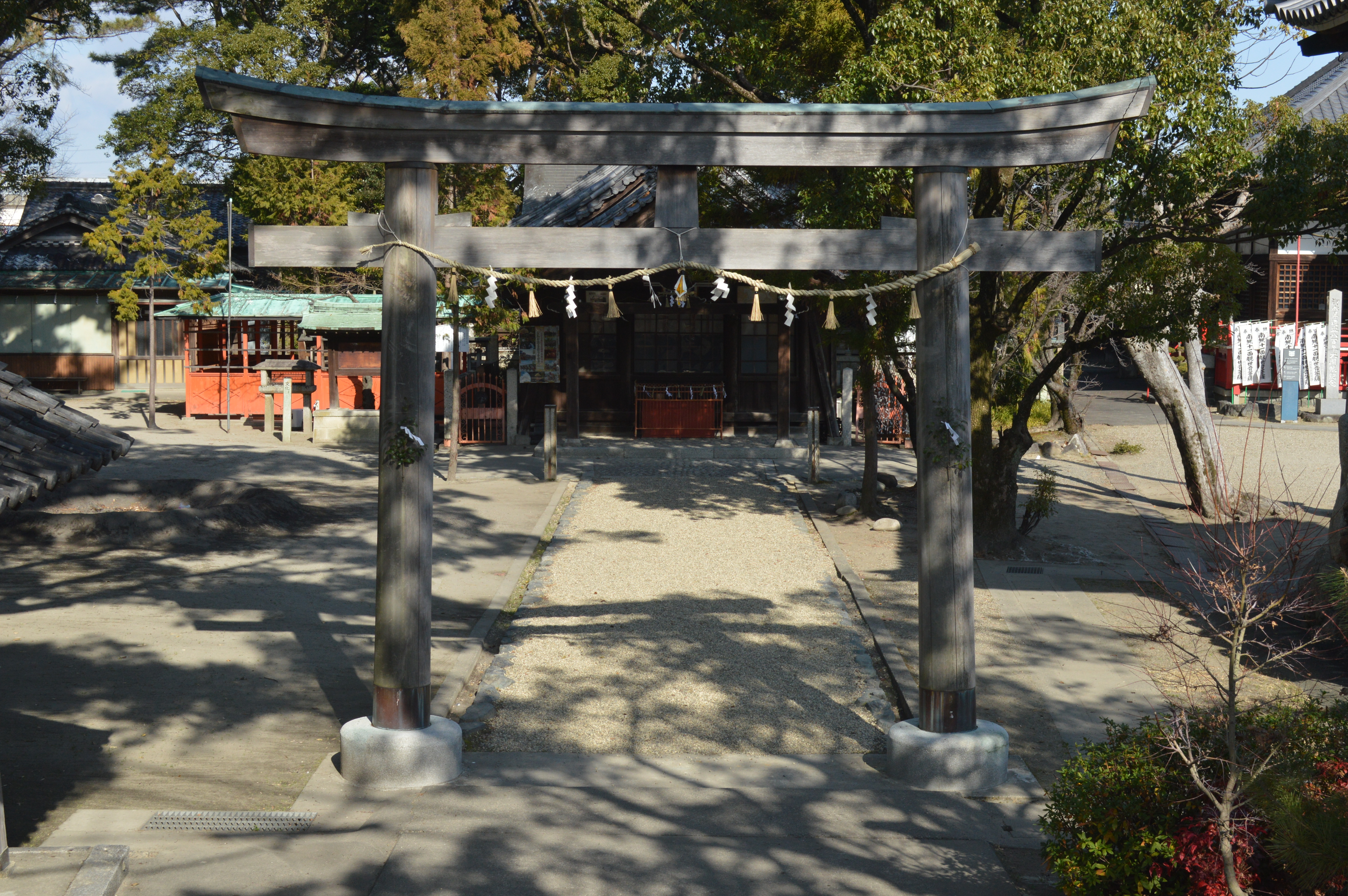
隣接する冨吉建速神社・八剱社の境内

寛文12年（1672年）完成の『寛文村々覚書』や宝暦2年（1752年）完成の『張州府志』には龍照院が掲載されており、当時は真言宗名古屋大須宝生院（大須観音）の一派に属していた。天明3年（1783年）には龍照院に寺子屋が開かれ、多くの子女が通ったという。明治初期には神仏分離令（廃仏毀釈運動）や寺領上地令などにより、境内や寺領は大幅に縮小され、境内は常燈を備えるのみとなった。1891年（明治24年）の濃尾地震では本堂・客殿・庫裡などが全て倒壊した。第68世の政覚和尚、第69世の政隆和尚のときに、本堂・客殿・庫裡・経堂・鐘楼・大日堂・地蔵堂などが建てられて復興した。

### 現代
1931年（昭和6年）12月には本尊の十一面観音菩薩が旧国宝（現在の重要文化財に相当）に指定された。第70世の政運和尚の時代の1972年（昭和47年）には、文化庁の要望を受けて収蔵庫が完成し、現在の本尊は収蔵庫に安置されている。1993年（平成5年）11月に名古屋市博物館で開催された「東海百観音名宝展」のポスターや記念誌の表紙には、龍照院の十一面観音菩薩の写真が使用された。第71世の静顕和尚の時代の1993年（平成5年）11月には、客殿・集会室・庫裡が新築された。

## 文化財

### 重要文化財（国指定）
- 木造十一面観音立像[5]
  - 平安時代末期の寿永元年（1182年）に仏師僧の教円によって造られたとの銘文が像内にある[4]。1931年（昭和6年）に旧国宝に指定され、1950年（昭和25年）8月29日の文化財保護法施行によって重要文化財に移行[4]。収蔵庫に安置。毎月第3日曜に開帳。「須成の観音様」として親しまれている[4]。1891年（明治24年）の濃尾地震の際にも倒壊した本堂の中で傷もなく立っていたとする伝承が残る[4]。

### 蟹江町指定文化財
- 大日如来坐像[6]
  - 平安時代末期の作[7]。高さは105センチ、台座は82センチ[7]。1891年（明治24年）の濃尾地震の際に顔面が破損し、素人が修理した痕跡があるため、国の重要文化財や愛知県指定有形文化財には指定されていない[7]。1985年（昭和60年）11月28日に蟹江町指定有形文化財（彫刻）に指定された[7]。大日堂に安置されている[7]。

- 鰐口[6]
  - 室町時代の明応9年（1500年）の銘がある[8]。1985年（昭和60年）11月28日に蟹江町指定有形文化財（工芸品）に指定された[8]。現在の本堂に掛けられている鰐口は、現代になってから新たに造られたものである[8]。

- 須成龍照院のイチョウ（天然記念物）[6]
  - 龍照院の北西にそびえている[8]。1994年（平成6年）時点で樹齢は400年以上[8]。1994年（平成6年）時点の樹高は23メートル、幹回りは3.5メートル[8]。豊臣秀吉お手植えであるとする伝承が残り、江戸時代の文献にも記載されている[8]。1983年（昭和58年）3月に蟹江町指定天然記念物に指定された[8]。

### 画像集

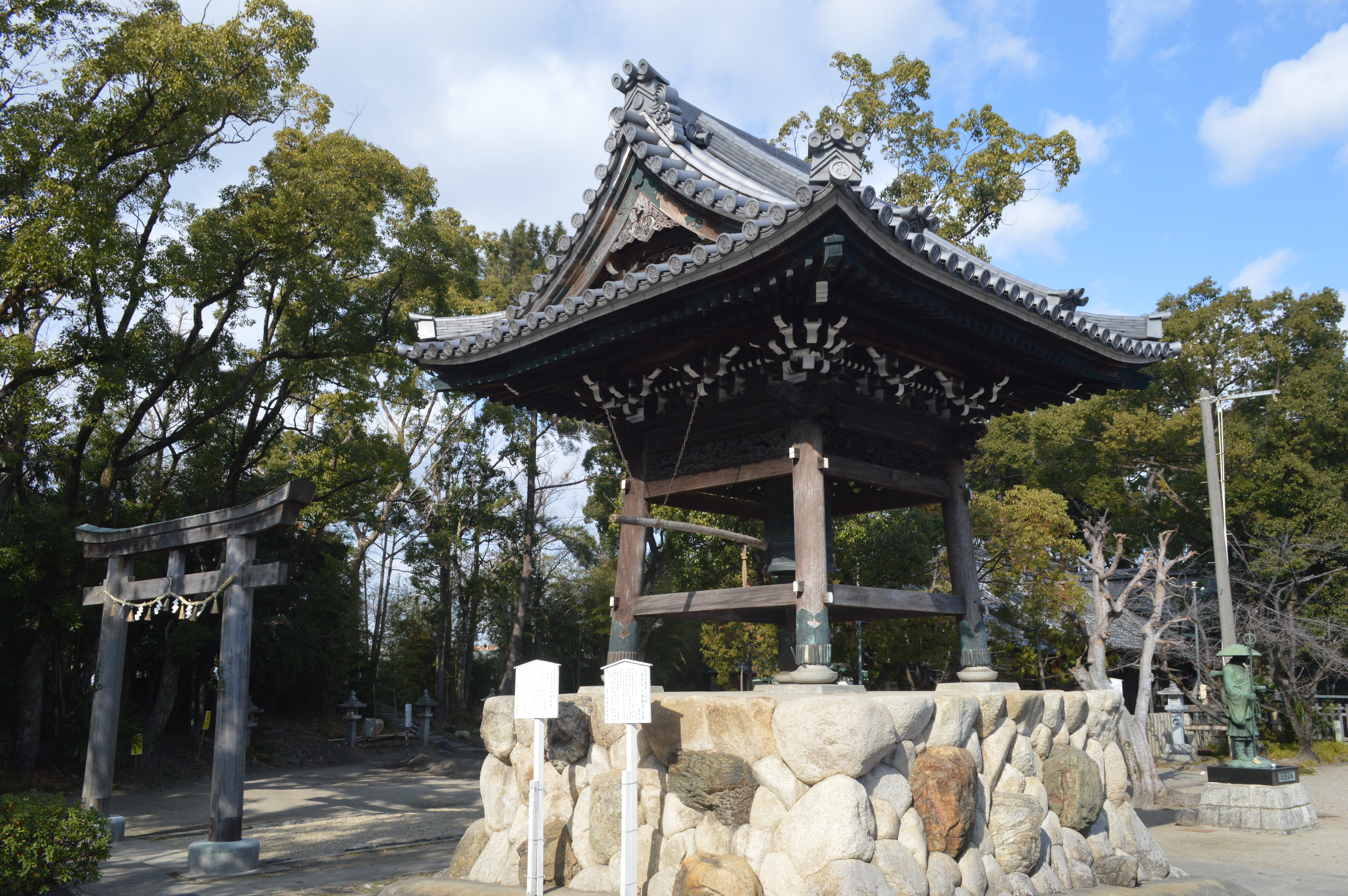
鐘楼
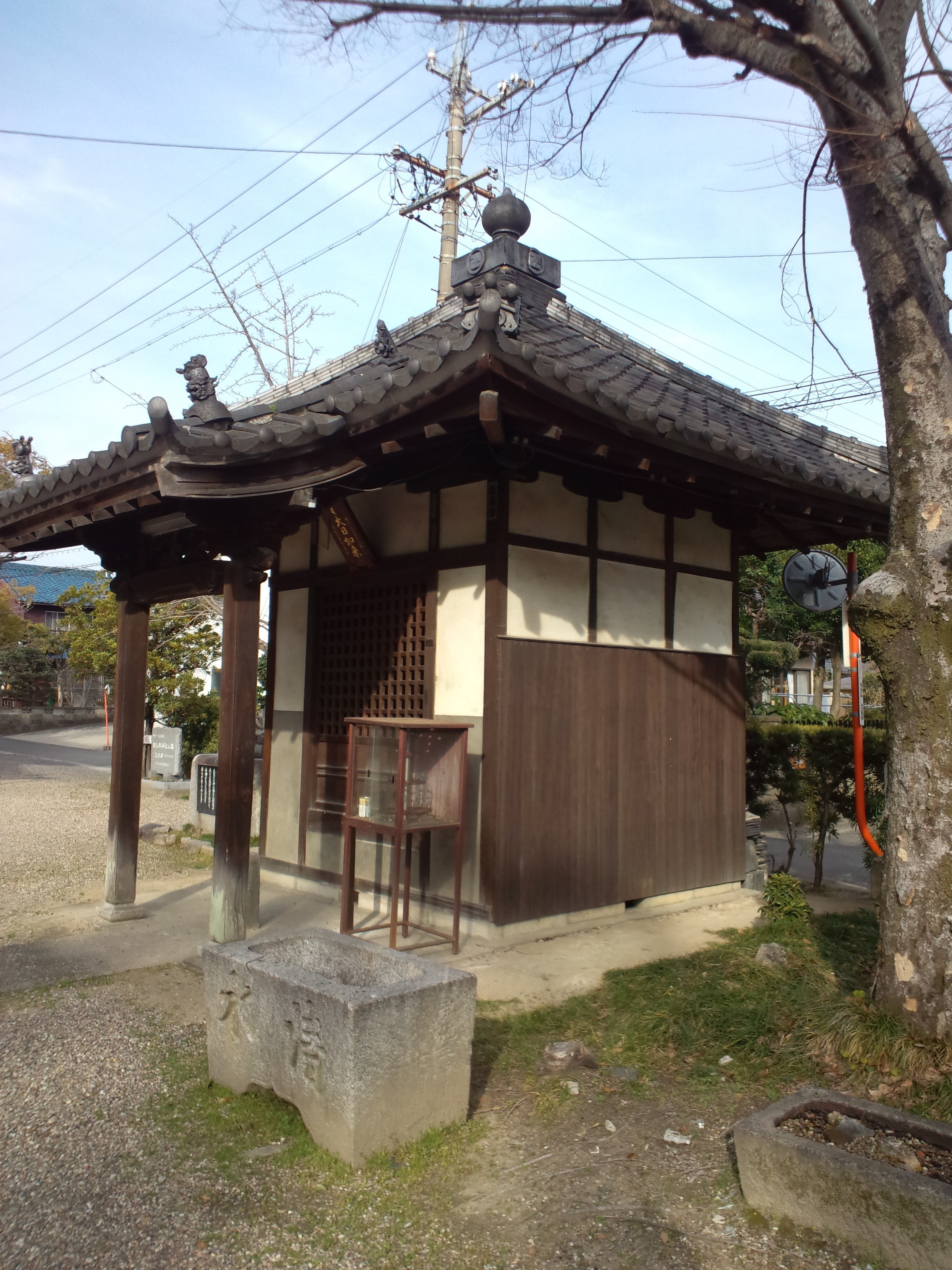
大日堂
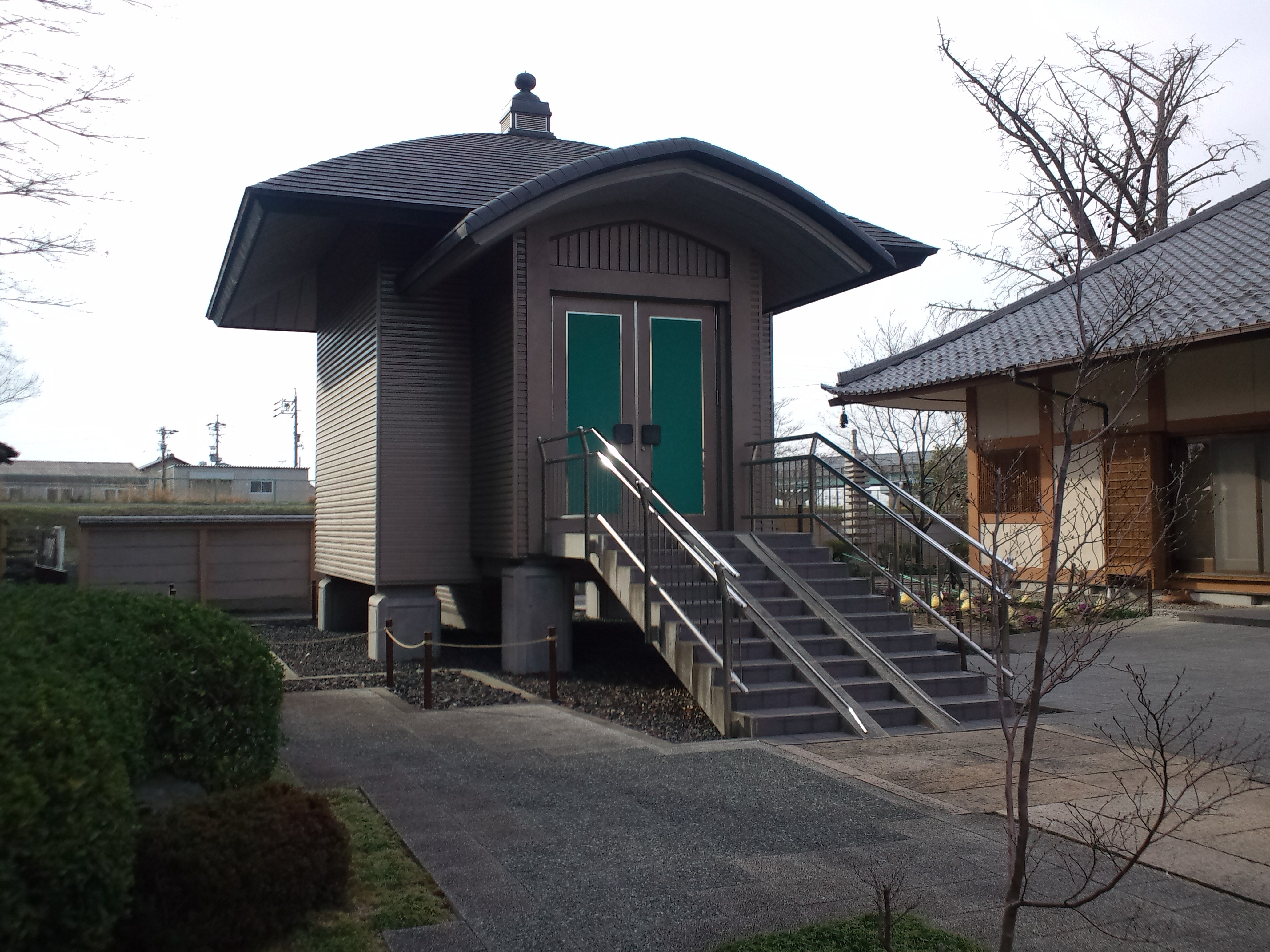
宝物殿
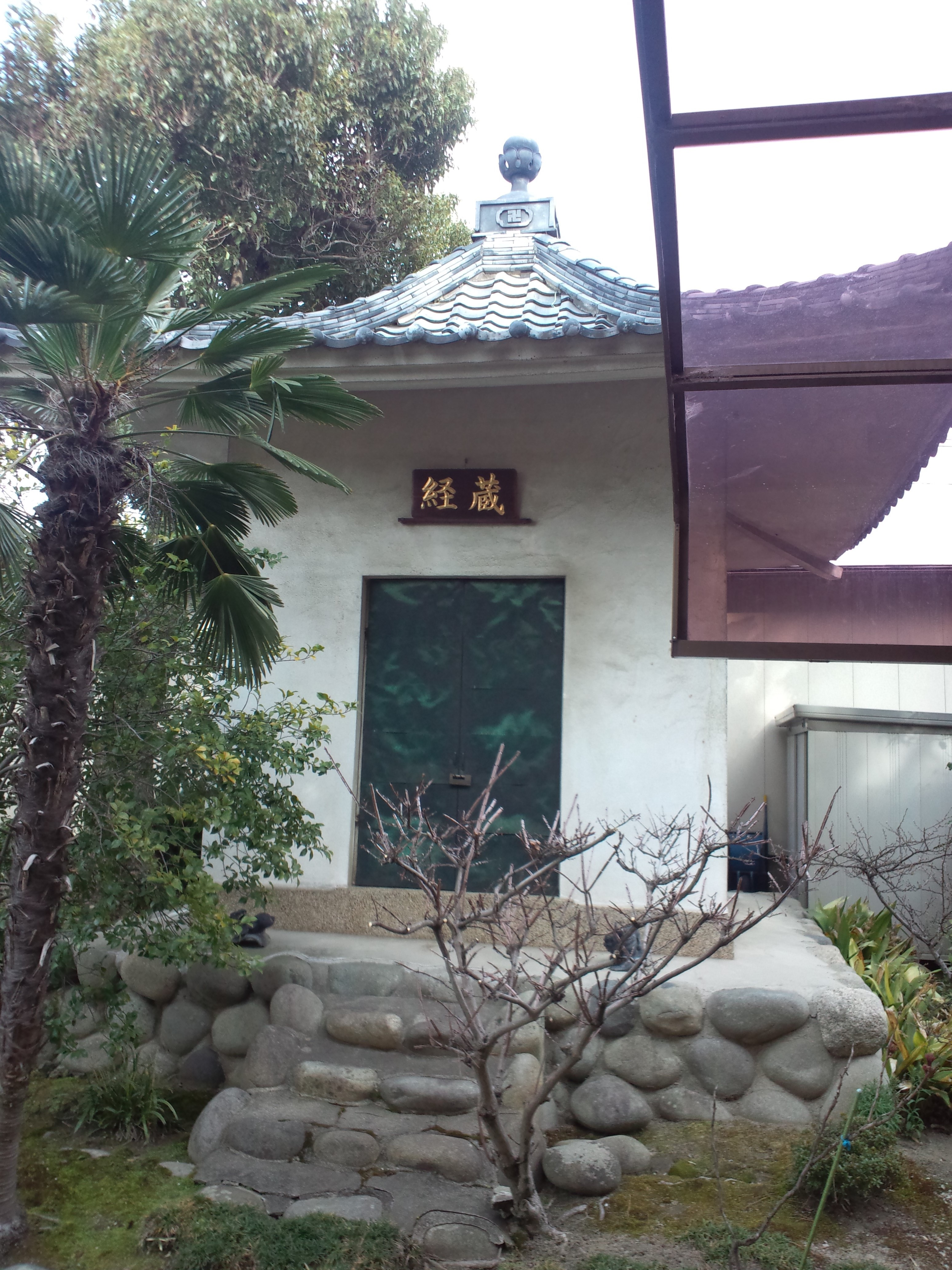
経蔵